# せっつ (フェリー)

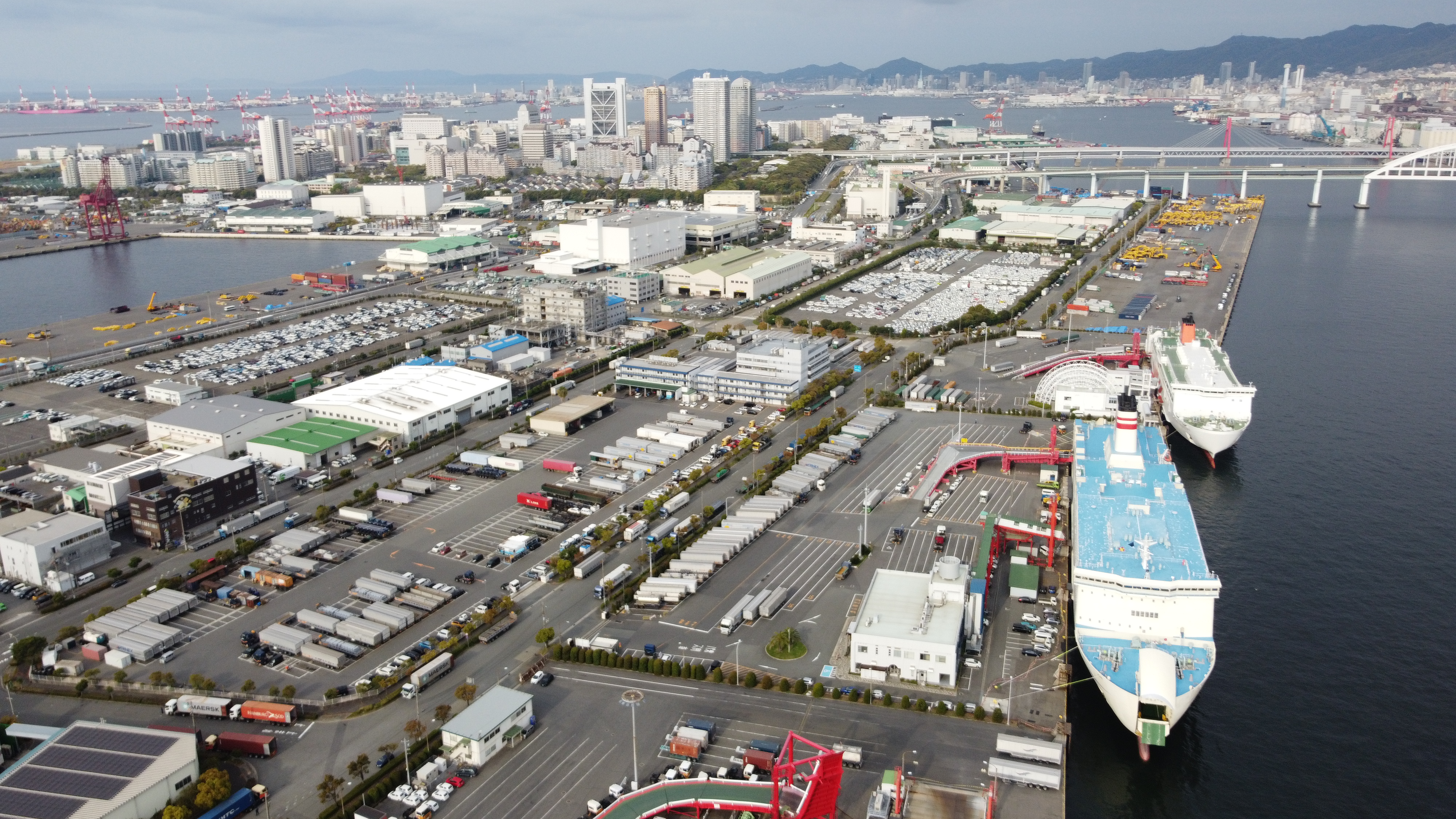
六甲アイランドに停泊中の「せっつ」と「さんふらわあ ごーるど」

せっつは、阪九フェリーが運航しているフェリー。

## 概要
やまと・つくしの代替船として2018年に発注され、僚船のやまと(2代)とともに三菱重工業下関造船所で建造された。船名は1995年「フェリーせっつ」以来の神戸航路への新造船投入となることから「せっつ」の名を受け継ぐ形とした。

## 船内
船内インテリアは「星空と海をのぞむ癒しの旅」を同型二隻のコンセプトとし、本船は港町神戸をイメージした内装で明るいイメージとした。また7階には星空と瀬戸内海の夜景を楽しめるよう大型の窓が配された。
7階
- ロイヤル（2名×2室）
- スイート（2名×20室）
- デラックスシングル（1名×46室）
- 大浴場・露天風呂
- 展望ロビー

6階
- デラックス（和洋室3名×33室・和室3名×6室）
- スタンダード洋室（12室）
- レストラン

5階
- デラックス洋室（通常4名×21室・バリアフリー2名×2室・ウィズペット2名×2室）
- スタンダード洋室（4室）
- スタンダード和室（14名×2室）
- ドライバーズルーム/スタンダードシングル（1名×110室）
- 売店
- カラオケルーム
- キッズルーム
- 授乳室
- ロビー・案内所 - 白と青を基調に明るい印象とし、コーナーには神戸ポートタワー・モザイク大観覧車・神戸メリケンパークオリエンタルホテルなどといった神戸のランドマークのイラストが描かれた[2]。